# Pistki (Ełk)
Pistki (deutsch Pistken, 1938 bis 1945 Kröstenwerder) ist ein Dorf in der polnischen Woiwodschaft Ermland-Masuren, das zur Gmina Ełk (Landgemeinde Lyck) im Powiat Ełcki (Kreis Lyck) gehört.

## Geographische Lage
Pistki liegt im südlichen Osten der Woiwodschaft Ermland-Masuren, elf Kilometer südwestlich der Kreisstadt Ełk (Lyck).

## Geschichte
Das nach 1785 Pistzken und bis 1938 Pistken genannte Gutsdorf wurde im Jahre 1559 gegründet. Im Jahr 1874 wurde es in den neu errichteten Amtsbezirk Klaussen (polnisch Klusy) eingegliedert, der bis 1945 bestand und zum Kreis Lyck im Regierungsbezirk Gumbinnen (ab 1905: Regierungsbezirk Allenstein) in der preußischen Provinz Ostpreußen gehörte. Im Jahre 1910 zählte Pistken 139 Einwohner.
Aufgrund der Bestimmungen des Versailler Vertrags stimmte die Bevölkerung im Abstimmungsgebiet Allenstein, zu dem Pistken gehörte, am 11. Juli 1920 über die weitere staatliche Zugehörigkeit zu Ostpreußen (und damit zu Deutschland) oder den Anschluss an Polen ab. In Pistken stimmten 60 Einwohner für den Verbleib bei Ostpreußen, auf Polen entfielen keine Stimmen.
Am 30. September 1928 gab der Gutsbezirk Pistken seine Eigenständigkeit auf und schloss sich mit dem Nachbargutsbezirk Reuschendorf (polnisch Ruska Wieś) zur neuen Landgemeinde Reuschendorf zusammen. Aus politisch-ideologischen Gründen der Abwehr fremdländisch klingender Ortsnamen wurde Pistken am 3. Juni 1938 in „Kröstenwerder“ umbenannt.
In Kriegsfolge kam das Dorf 1945 mit dem gesamten südlichen Ostpreußen zu Polen und erhielt die polnische Namensform „Pistki“. Heute ist es Sitz eines Schulzenamtes (polnisch Sołectwo) und als solches eine Ortschaft im Verbund der Gmina Ełk (Landgemeinde Lyck) im Powiat Ełcki (Kreis Lyck), bis 1998 der Woiwodschaft Suwałki, seither der Woiwodschaft Ermland-Masuren zugehörig.

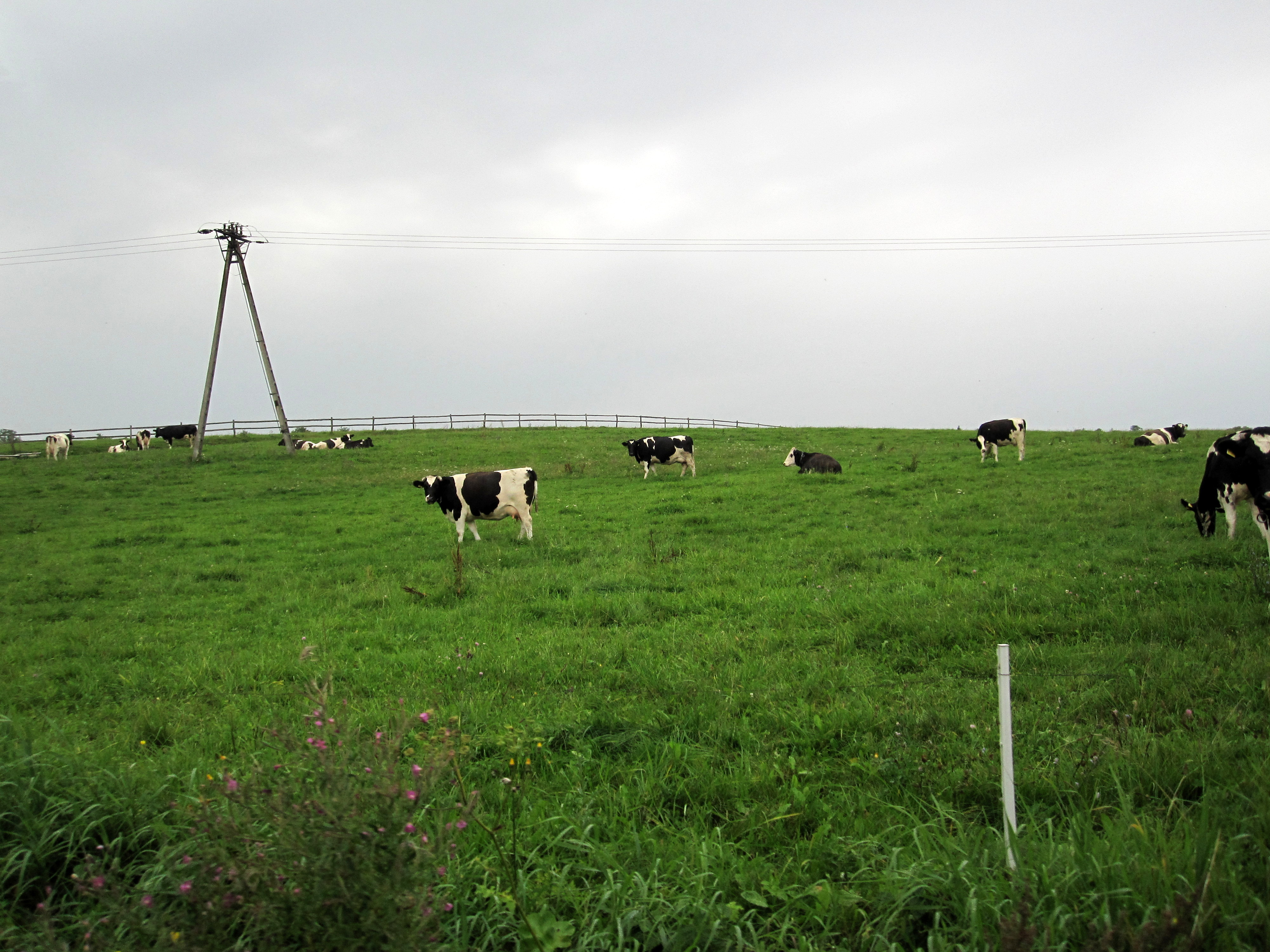
Viehweide bei Pistki

## Religionen
Pistken war bis 1945 in die evangelische Kirche Baitkowen (1938 bis 1945 Baitenberg, polnisch Bajtkowo) in der Kirchenprovinz Ostpreußen der Kirche der Altpreußischen Union sowie in die römisch-katholische Kirche St. Adalbert in Lyck im Bistum Ermland eingepfarrt.
Heute gehört Pistki katholischerseits zur Pfarrkirche in Klusy (deutsch Klaussen) im Bistum Ełk der Römisch-katholischen Kirche in Polen. Die evangelischen Einwohner halten sich zu der Kirchengemeinde in Ełk, einer Filialgemeinde der Pfarrei in Pisz (deutsch Johannisburg) in der Diözese Masuren der Evangelisch-Augsburgischen Kirche in Polen.

## Verkehr

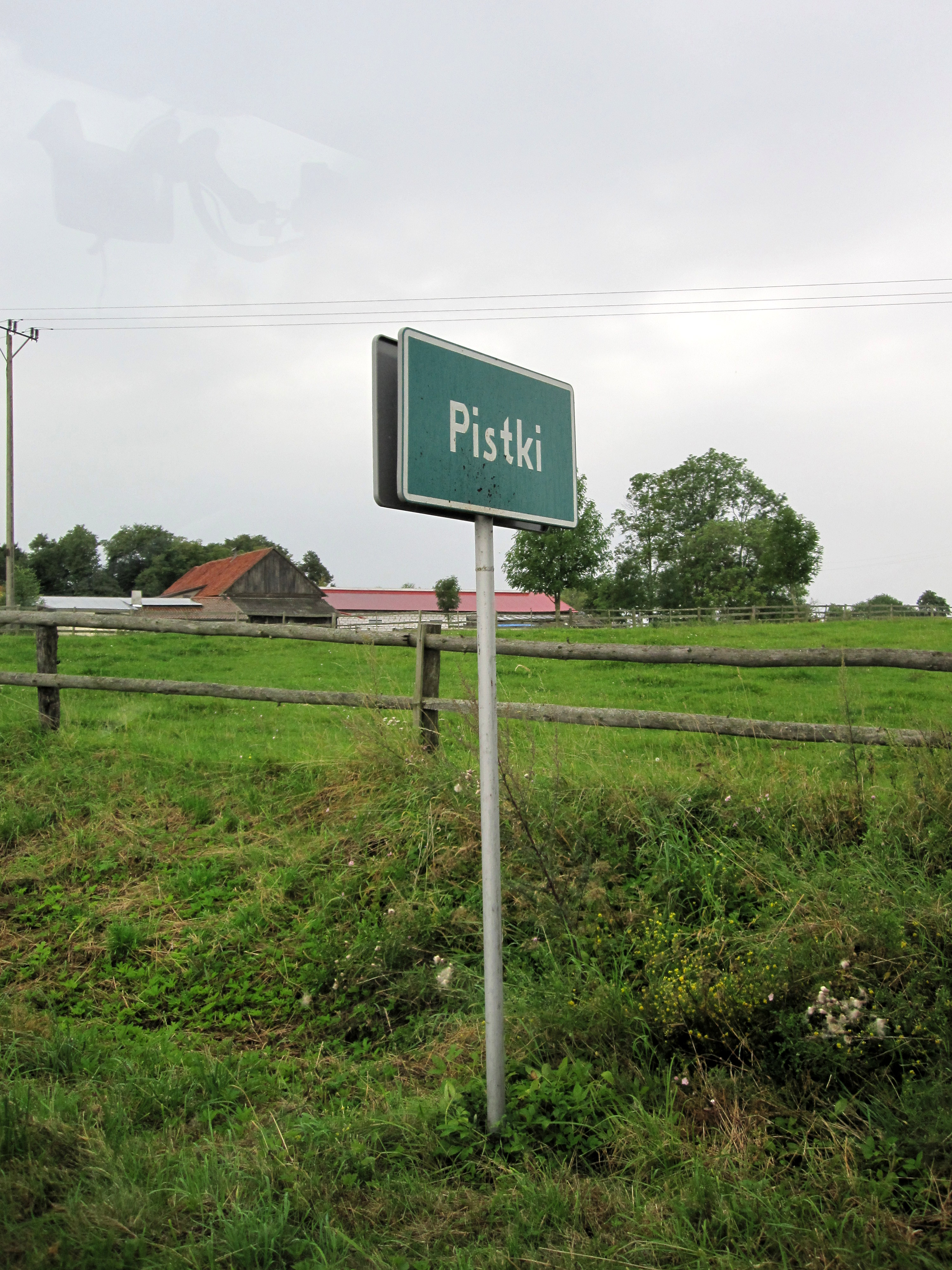
Ortsschild von Pistki

Pistki liegt an einer Nebenstraße, die von der polnischen Landesstraße 16 (einstige deutsche Reichsstraße 127) bei Ruska Wieś (deutsch Reuschendorf) abzweigt und über Mostołty (Mostolten) nach Bajtkowo (Baitkowen, 1938 bis 1945 Baitenberg) an der Woiwodschaftsstraße 667 führt.